# خط آی‌ان‌دی کراستاون
خط آی‌ان‌دی کراستاون (انگلیسی: IND Crosstown Line) یکی از خط‌های متروی نیویورک سیتی در بخش بروکلین و کویینز است.
این خط که در سال ۱۹۳۳ تأسیس شده دارای ۱۳ ایستگاه است.

## نگارخانه

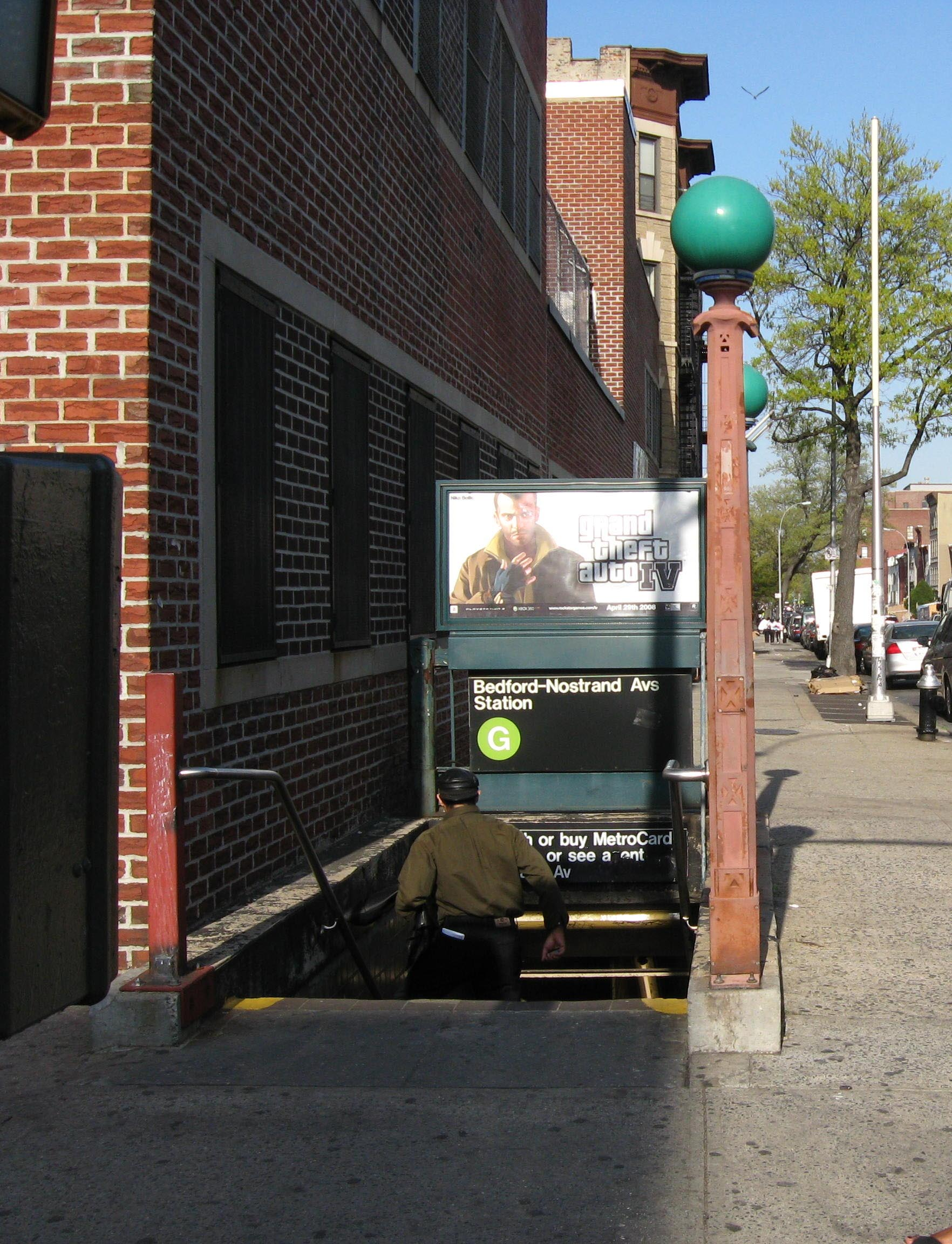
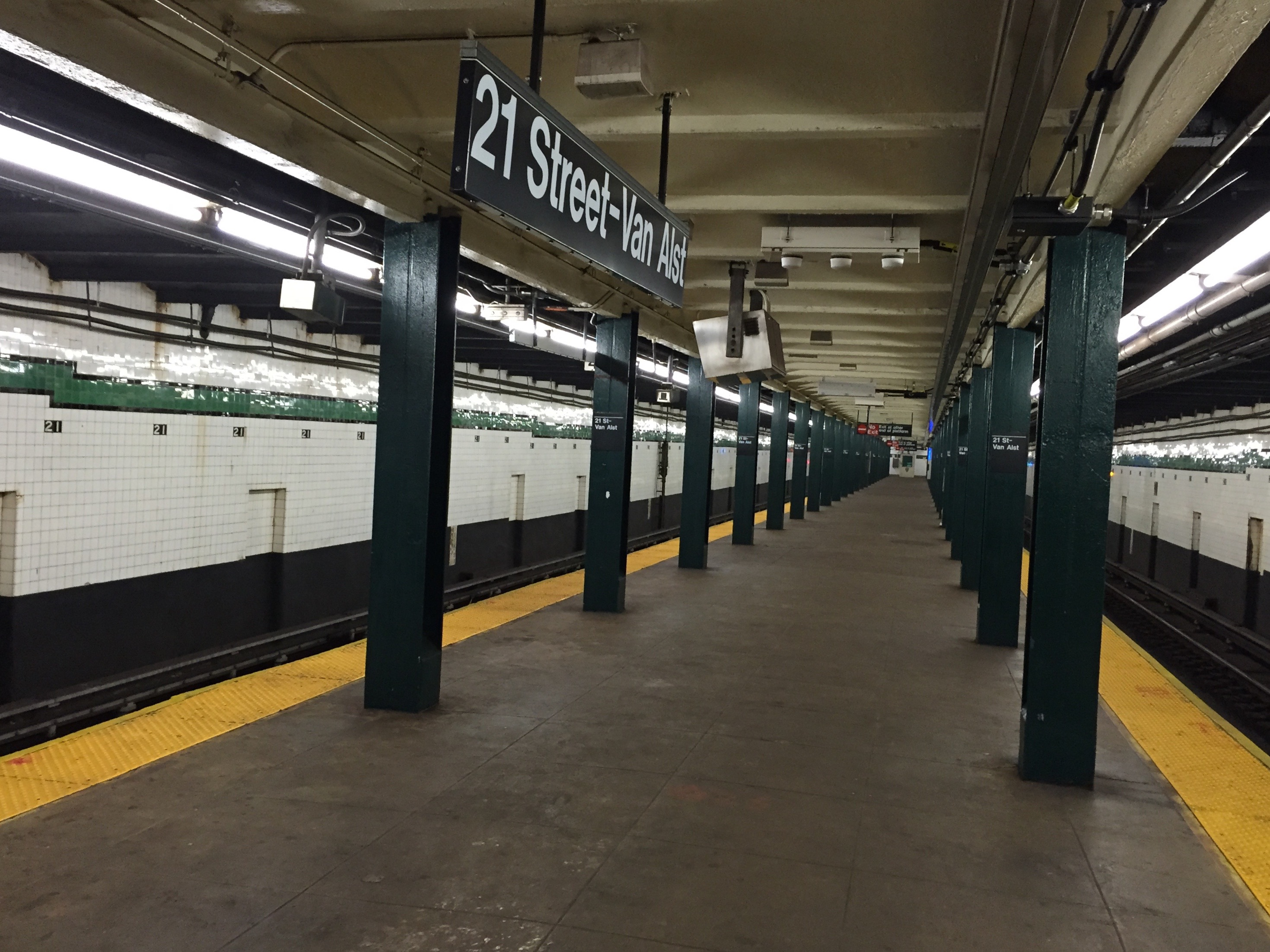
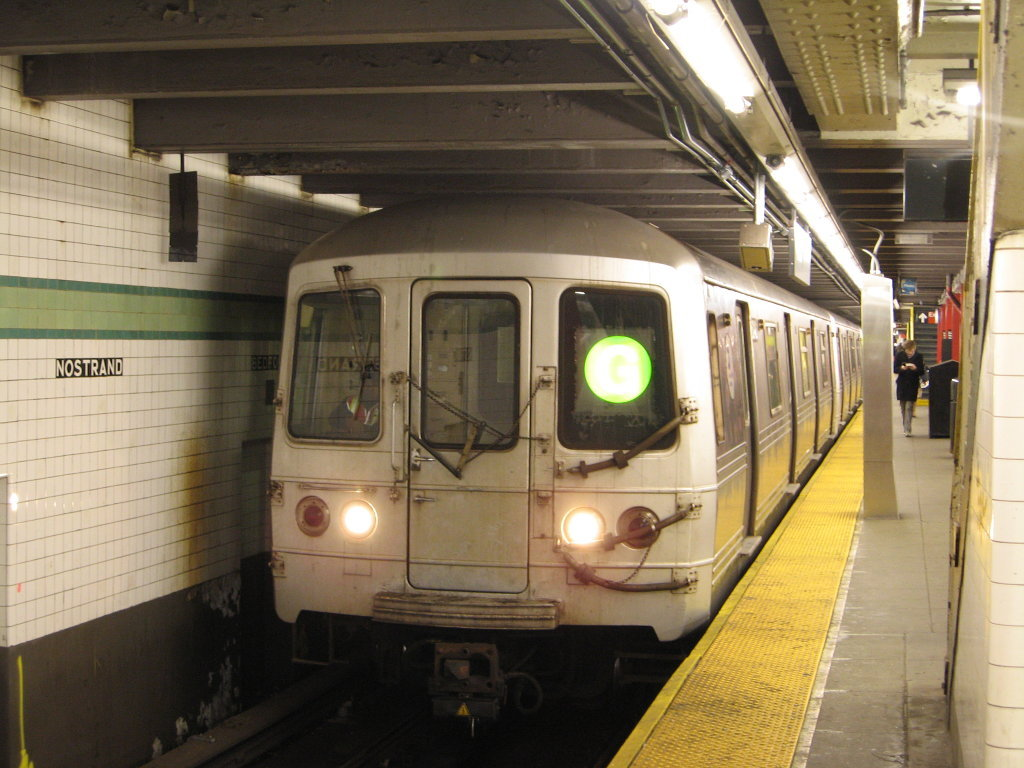
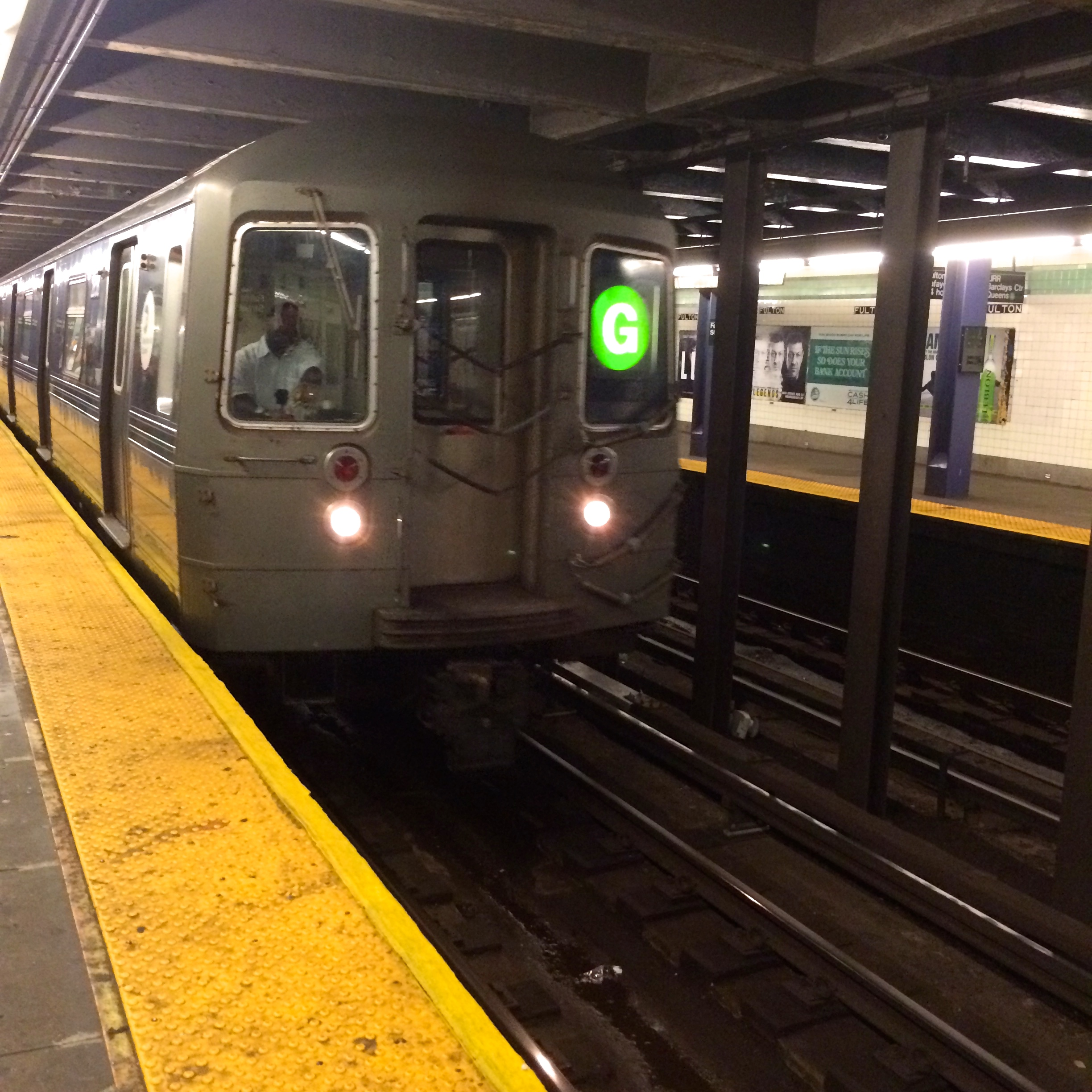